# Xavier Trias
Xavier Trias i Vidal de Llobatera (ur. 5 sierpnia 1946 w Barcelonie) – hiszpański i kataloński lekarz, polityk oraz samorządowiec, były członek Generalitat de Catalunya, poseł do Kongresu Deputowanych VII kadencji, w latach 2011–2015 alkad Barcelony.

## Życiorys
Urodził się w Barcelonie w wielodzietnej rodzinie katalońskiej. W 1970 ukończył studia z dziedziny medycyny i chirurgii na Uniwersytecie Barcelońskim. W pierwszej połowie lat 70. kształcił się również na uczelniach w Genewie i Bernie. Specjalizował się w pediatrii, pracując w szpitalu dziecięcym w Vall d’Hebron (1974–1978). W 1979 wstąpił do Demokratycznej Konwergencji Katalonii.
Był pracownikiem departamentu zdrowia i opieki społecznej katalońskiego rządu, następnie zaś (1984–1988) dyrektorem generalnym Institut Català de la Salut, instytutu zdrowia wchodzącego w skład administracji publicznej. W 1988 objął funkcję radcy (regionalnego ministra) ds. zdrowia w katalońskim gabinecie. W 1996 przeszedł na stanowisko ministra ds. prezydencji i rzecznika prasowego, zajmując je do 2000. Zasiadał w parlamencie Katalonii (1992–2000). W 2000 został wybrany w skład Kongresu Deputowanych w Madrycie jako lider koalicji Konwergencja i Unia (CiU), gdzie był rzecznikiem katalońskiej grupy parlamentarnej, a także stał na czele komisji nauki i technologii.
Od 2003 wybierany na radnego miejskiego Barcelony. Przewodniczył klubowi radnych CiU, był też zastępcą sekretarza generalnego tej formacji. W maju 2011 koalicja ta po raz pierwszy w historii zajęła pierwsze miejsce w wyborach lokalnych, wyprzedzając rządzącą przez ponad trzydzieści lat Partię Socjalistów Katalonii. Xavier Trias został kandydatem swojego ugrupowania na alkada. Wybrany na to stanowisko przez radnych zwykłą większością głosów, objął urząd w lipcu 2011. Sprawował go do czerwca 2015, kiedy to po kolejnych wyborach radni powołali na tę funkcję Adę Colau. Do 2019 pozostawał radnym miejskim, ponownie wybrany do tego gremium w 2023.

## Życie prywatne
Żonaty z Puri Arraut, ma czwórkę dzieci.